# La colt è la mia legge
La colt è la mia legge è un film del 1965 diretto da Alfonso Brescia.

## Trama
Il paese di San Felipe è tormentato da rapine. Due agenti federali vengono inviati per indagare sul principale sospettato, un proprietario terriero locale. Il primo agente ottiene un lavoro nel suo ranch, il secondo diventa il fidanzato della figlia del sospettato.